# مقيف ديكسوني
مقيف ديكسوني (الاسم العلمي:Ehretia dicksonii) هو نوع من النباتات يتبع جنس المقيف من الفصيلة الحمحمية.